# 胡店乡 (宝鸡市)
胡店乡是中国陕西省宝鸡市陈仓区下辖的一个乡。

## 行政区划
胡店乡下辖以下行政区：
胡店村、马家湾村、铁家岭村、杨家川村、西沟村、东沟村、仙龙村、林光村、南山村、北星村、温水村